# Credința Bahá'í

Simbolul Bahá'í cu nouă raze, porți, laturi... Arhitectura templelor bahaiste include această cifră a Unității.

Credința Bahá'í este o religie monoteistă întemeiată de Mírzá Husayn-'Alí Núrí, cunoscut și ca Bahá'u'lláh (în limba arabă „Slava lui Dumnezeu”) în secolul al XIX-lea în Persia. Numărul adepților în lume este de aproximativ 8 milioane, fiind răspândiți în peste 80 de țări. În multe din orașele mari ale lumii se află așezăminte, uneori și chiar temple bahaiste. 
Conform învățăturilor baha'i, evenimentele religioase din istorie sunt văzute ca un formând un proces educațional evolutiv pentru omenire, prin intermediul Mesagerilor lui Dumnezeu, denumiți și „Manifestări ale lui Dumnezeu”, printre ei numărându-se Abraham, Krishna, Zoroastru, Moise, Buddha, Iisus Hristos, Mahomed, Báb și Bahá'u'lláh.  Bahá'u'lláh este văzut ca cel mai recent, dar nu ultimul dintre aceștia. El s-a prezentat ca fiind Mesia-al Mahdi, așteptatul Salvator al lumii și Învățătorul prevestit în Creștinism, Islam, Hinduism, Budism, și în alte religii, cu misiunea de a stabili o bază fermă pentru unitatea religiilor din întreaga lume pentru a inaugura o eră de pace și dreptate, care inevitabil va veni conform credinței Bahá'í.
Cuvântul baha'i provine de la "Bahá’" (بهاء) din limba arabă, care înseamnă “glorie” sau “slavă”.
Primul baha’i aparținând unei familii regale a fost Regina Maria a României, care a devenit baha’i la scurt timp după ce soțul ei, regele Ferdinand, a murit și nepotul ei, în vârstă de cinci ani, a urcat pe tron.
Orașul Haifa (Israel, țară unde se află mausoleul lui Bab) a devenit centrul mondial baha'i.

## Învățături
Învățăturile lui Baháʼu'lláh formează fundamentul credinței Baháʼí. Există trei principii fundamentale: Dumnezeu este unic, toate religiile provin de la același Dumnezeu și unitatea omenirii. Baha'ii cred că Dumnezeu își dezvăluie periodic voința prin Mesagerii Divini, al căror scop este să transforme caracterul oamenilor și să dezvolte, în rândul credincioșilor, calități morale și spirituale. Religiile sunt văzute ca etape succesive din dezvoltarea umanității, având o ordine, fiind unificate și progresive de la o vârstă la alta.
Scrierile baha'i descriu un singur, etern Dumnezeu, creatorul tuturor lucrurilor, al ființelor și al forțelor din univers. Existența unui Dumnezeu este considerată a fi eternă, fără început și fără sfârșit și acesta este descris ca fiind veșnic, atotștiutor, omniprezent și atotputernic, și mai ales ca unicul izvor al revelațiilor tuturor religiilor. Deși inaccesibil direct, Dumnezeu este văzut ca fiind conștiința, calitățile și virtuțile omului.
Învățăturile Baha’i cuprind patru nivele de interpretare, datoria credinciosului fiind să ajungă la cel mai ridicat pentru a le depăși pe toate: literal (simplificativ, practic), analogic sau metaforic (emoțional, comparativ), simbolic (filozofic, intelectual, rațional) și spiritual (divin). Ele afirmă că Dumnezeu este prea măreț pentru a putea fi pe deplin înțeles de oameni sau pentru a arăta o imagine clară și completă. În religia bahaistă sunt folosite mai multe titluri pentru a-l descrie pe Dumnezeu („cel Atotputernic, cel Atotiubitor, cel Mărinimos, cel Milostiv, cel Generos, cel Atotglorios” etc.) și este pus un accent substanțial pe monoteism și pe interpretarea unor doctrine, cum ar fi Sfânta Treime, într-un mod simbolic mai degrabă decât într-un sens literal. Numai prin depășirea celor patru nivele de interpretare poate fi Dumnezeu, nu iubit și ascultat, nu înțeles sau descris, ci „primit în sine prin abandonarea de sine”. Conform „învățăturilor Baha’i”, Dumnezeu își exprimă voința în multe moduri, prin intermediul „mesagerilor divini” care i s-au abandonat și care sunt numiți și „manifestările lui Dumnezeu” sau câteodată „educatorii divini”. Exprimând voința lui Dumnezeu, aceste „manifestări” sunt văzute ca punând treptat bazele religiei în lume.